# Lithophaga lessepsiana
Lithophaga lessepsiana is een tweekleppigensoort uit de familie van de Mytilidae. De wetenschappelijke naam van de soort is voor het eerst geldig gepubliceerd in 1865 door Vaillant.